# Leichtathletik-Weltmeisterschaften 2011/1500 m der Männer

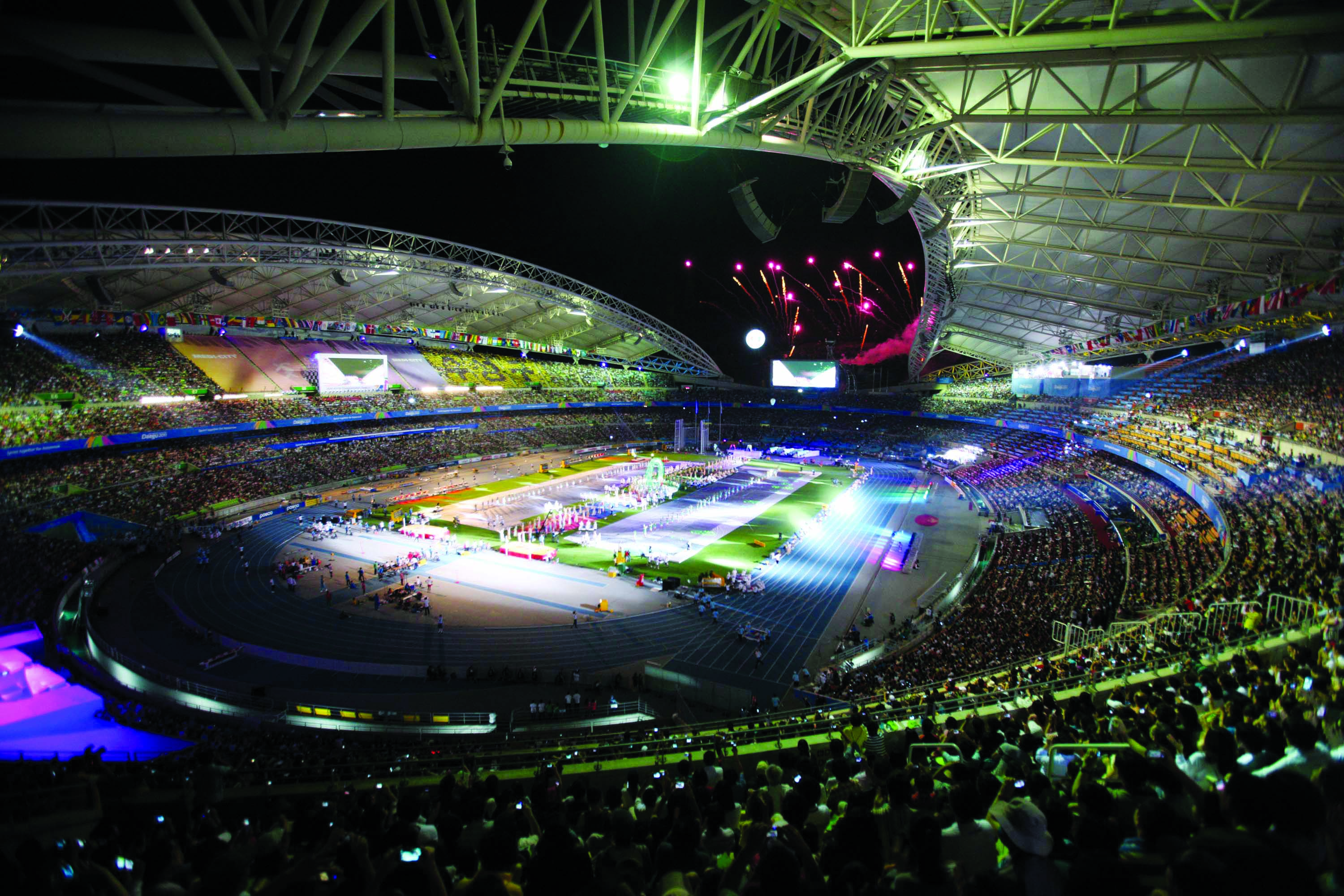
Das Daegu-Stadion im Jahr 2010

Der 1500-Meter-Lauf der Männer bei den Leichtathletik-Weltmeisterschaften 2011 wurde vom 30. August bis 3. September 2011 im Daegu-Stadion der südkoreanischen Stadt Daegu ausgetragen.
In diesem Wettbewerb gab es einen Doppelsieg durch die Läufer aus Kenia. Weltmeister wurde der aktuelle Olympiasieger und Afrikameister von 2010 Asbel Kiprop. Den zweiten Rang belegte Silas Kiplagat. Bronze ging an den US-Amerikaner Matthew Centrowitz.

## Bestehende Rekorde
| Weltrekord               | 3:26,00 min | Hicham El Guerrouj | Rom, Italien                | 14. Juli 1998   |
| Weltmeisterschaftsrekord | 3:27,65 min | Hicham El Guerrouj | WM 1999 in Sevilla, Spanien | 24. August 1999 |

Der bestehende WM-Rekord wurde bei diesen Weltmeisterschaften nicht eingestellt und nicht verbessert.
Wie schon bei den Weltmeisterschaften zuvor waren alle Läufe gekennzeichnet von mäßigem Tempo und auf den Spurt ausgerichtete Renngestaltung. So kam der Weltmeisterschaftsrekord nie in Gefahr. Die schnellste Zeit wurde mit 3:35,69 min im Finale erzielt.
Es waren zwei Landesrekorde zu verzeichnen:
- 3:39,61 min – Chaminda Indika Wijekoon (Sri Lanka), erster Vorlauf am 30. August
- 3:36,96 min – Eduar Villanueva (Venezuela), zweites Halbfinale am 1. September

## Doping
Der in der Vorrunde ausgeschiedene Mohammed Shaween aus Saudi-Arabien wurde durch das saudi-arabische Anti-Doping Komitee wegen Abweichungen in seinem Biologischen Pass für drei Jahre gesperrt. Seine seit 2006 erzielten Resultate wurden gestrichen.

## Vorrunde
Die Vorrunde wurde in drei Läufen durchgeführt. Die ersten sechs Athleten pro Lauf – hellblau unterlegt – sowie die darüber hinaus sechs zeitschnellsten Läufer – hellgrün unterlegt – qualifizierten sich für das Halbfinale.
Im zweiten Vorlauf wurde der als Zwölfter eigentlich ausgeschiedene Franzose Mehdi Baala nach einem Protest aufgrund einer Benachteiligung zum Halbfinale zugelassen.

### Vorlauf 1

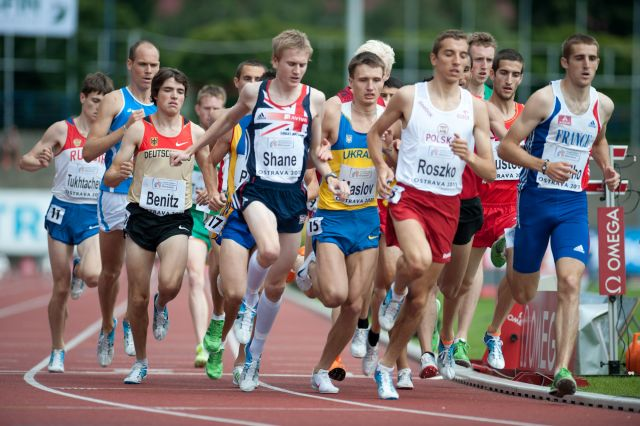
James Shane (Name auf dem Trikot) – hier bei der Team-Europameisterschaft 2011 – schied als Zehnter seines Vorlaufs aus

30. August 2011, 11:20 Uhr
| Platz   | Name                     | Nation         | Zeit (min) |
| ------- | ------------------------ | -------------- | ---------- |
| 1       | Daniel Kipchirchir Komen | Kenia          | 3:38,54    |
| 2       | Nick Willis              | Neuseeland     | 3:39,24    |
| 3       | Yoann Kowal              | Frankreich     | 3:39,33    |
| 4       | Diego Ruiz               | Spanien        | 3:39,33    |
| 5       | Mohamed Moustaoui        | Marokko        | 3:39,35    |
| 6       | Matthew Centrowitz       | USA            | 3:39,46    |
| 7       | Chaminda Indika Wijekoon | Sri Lanka      | 3:39,61 NR |
| 8       | Ryan Gregson             | Australien     | 3:40,01    |
| 9       | Zebene Alemayehu         | Äthiopien      | 3:41,09    |
| 10      | James Shane              | Großbritannien | 3:41,17    |
| 11      | Shin Sang-min            | Südkorea       | 3:55,02    |
| DNF/DOP | Mohammed Shaween         | Saudi-Arabien  |            |

### Vorlauf 2
30. August 2011, 11:30 Uhr
| Platz | Name                 | Nation                 | Zeit (min)                            |
| ----- | -------------------- | ---------------------- | ------------------------------------- |
| 1     | Asbel Kiprop         | Kenia                  | 3:41,22                               |
| 2     | Mekonnen Gebremedhin | Äthiopien              | 3:41,28                               |
| 3     | Abdalaati Iguider    | Marokko                | 3:41,41                               |
| 4     | Manuel Olmedo        | Spanien                | 3:41,78                               |
| 5     | Tarek Boukensa       | Algerien               | 3:41,87                               |
| 6     | Eduar Villanueva     | Venezuela              | 3:41,89                               |
| 7     | Jeffrey Riseley      | Australien             | 3:42,22                               |
| 8     | Andrew Wheating      | USA                    | 3:42,68                               |
| 9     | Dmitrijs Jurkevičs   | Lettland               | 3:42,69                               |
| 10    | Jeroen D’hoedt       | Belgien                | 3:45,54                               |
| 11    | Charles Delys        | Französisch-Polynesien | 3:51,36                               |
| 12    | Mehdi Baala          | Frankreich             | 4:13,10 für das Halbfinale zugelassen |
| 13    | Ribeiro de Carvalho  | Osttimor               | 4:30,56                               |

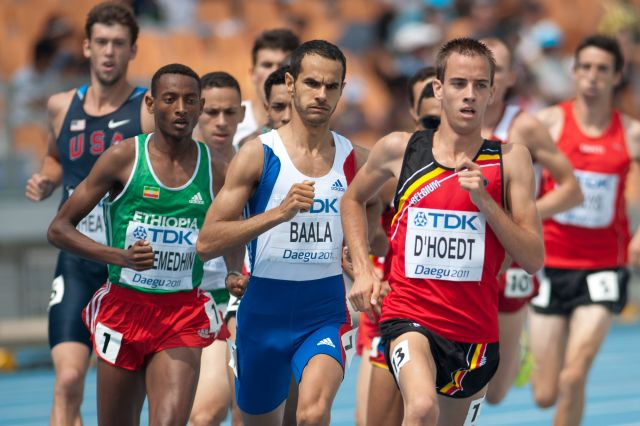
Das Läuferfeld im zweiten Vorlauf

Im zweiten Vorlauf ausgeschiedene Läufer:

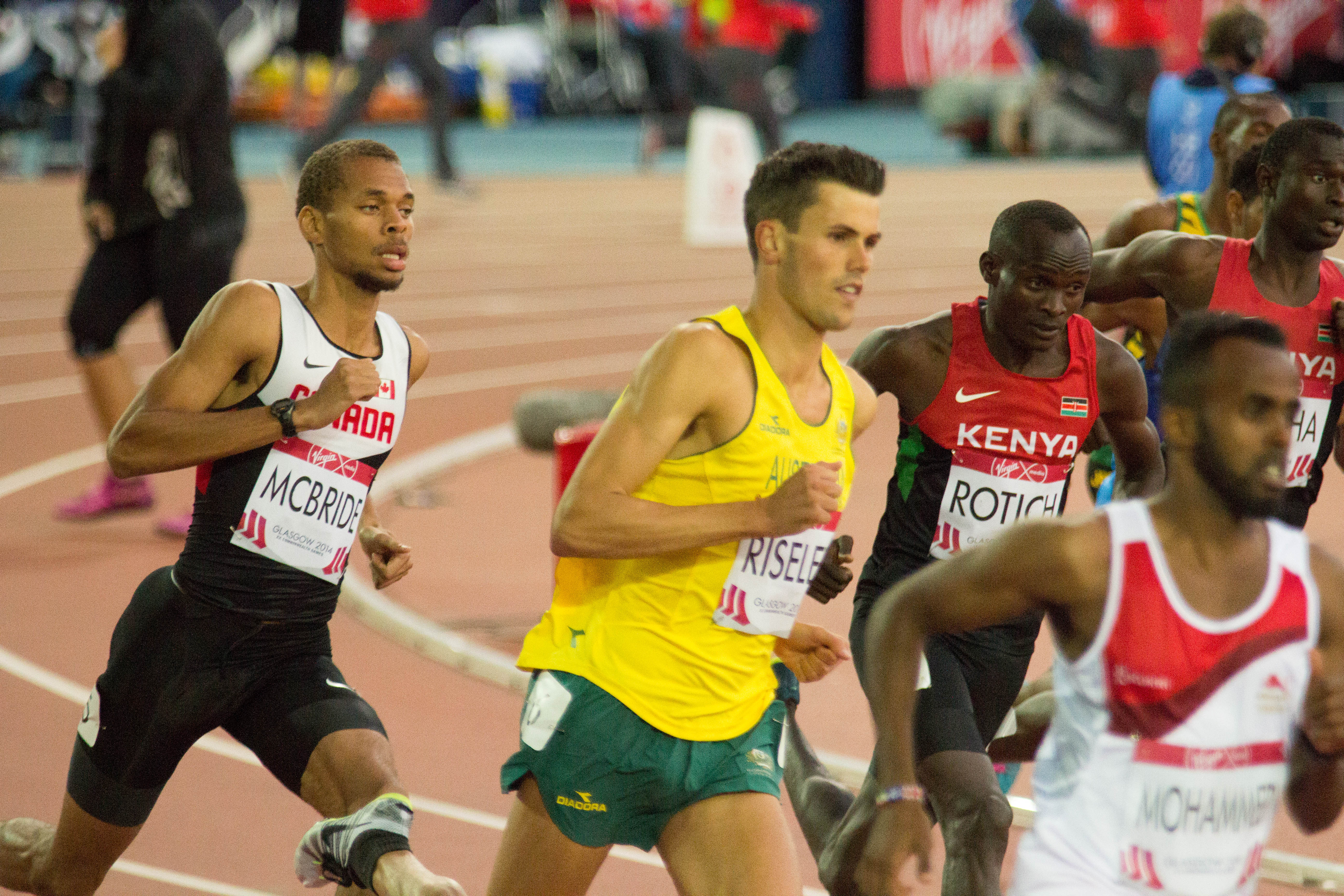
Jeffrey Riseley (gelbes Trikot) Rang sieben in 3:42,22 min
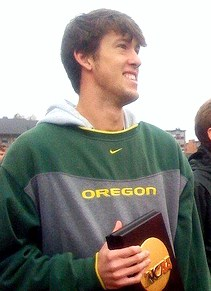
Andrew Wheating Rang acht in 3:42,68 min
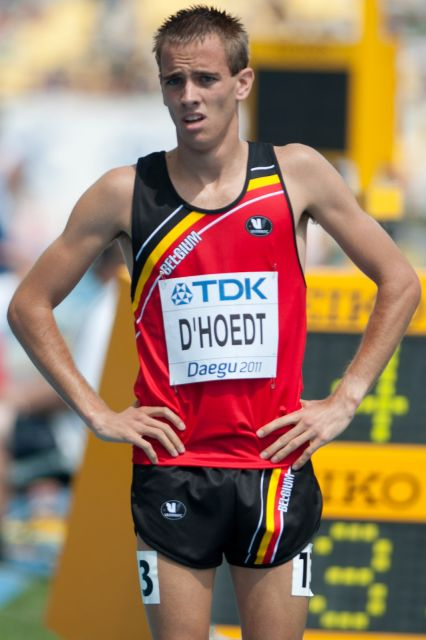
Jeroen D’hoedt Rang zehn in 3:45,54 min

### Vorlauf 3

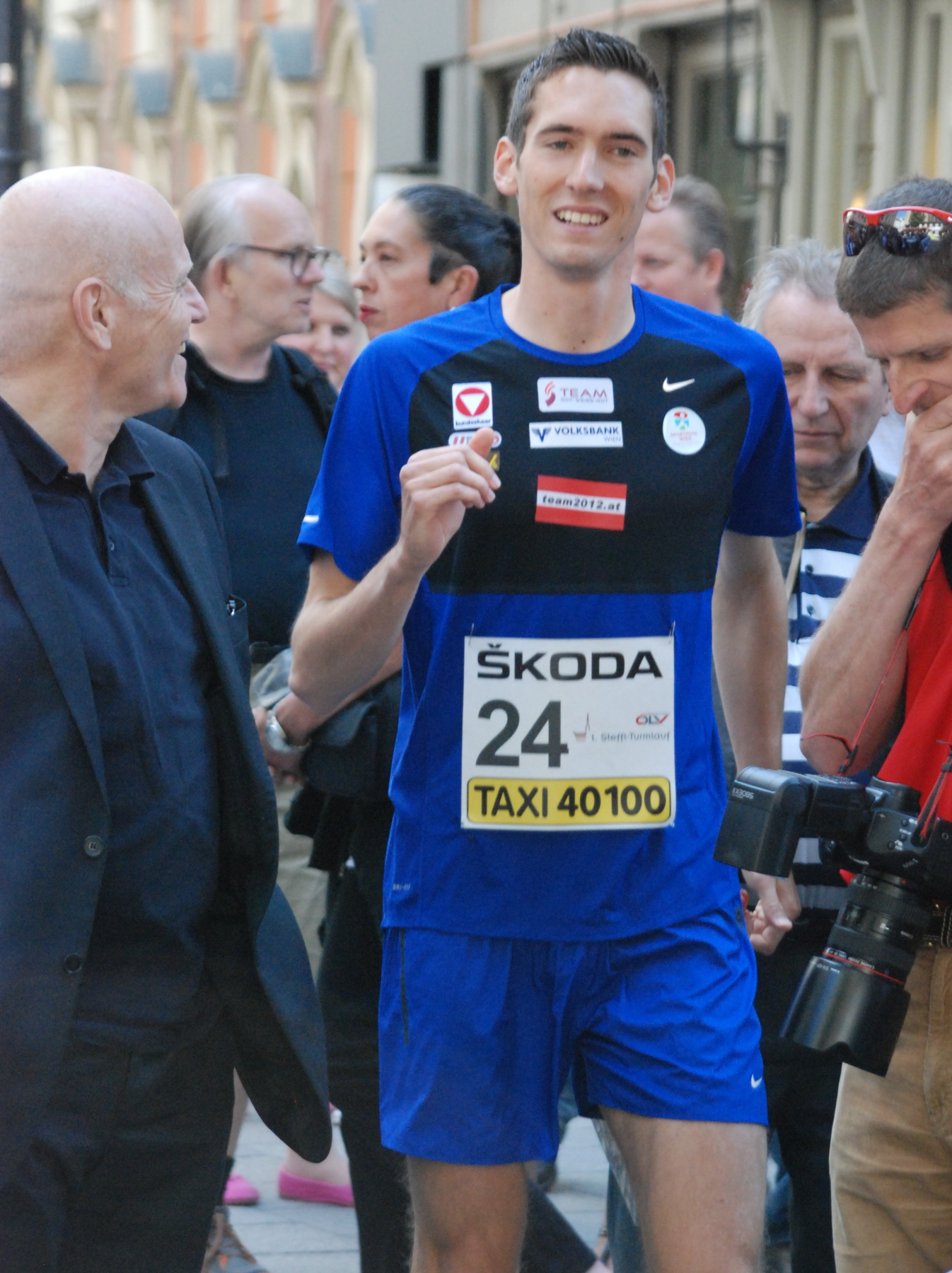
Andreas Vojta – ausgeschieden als Zehnter in 3:41,34 min
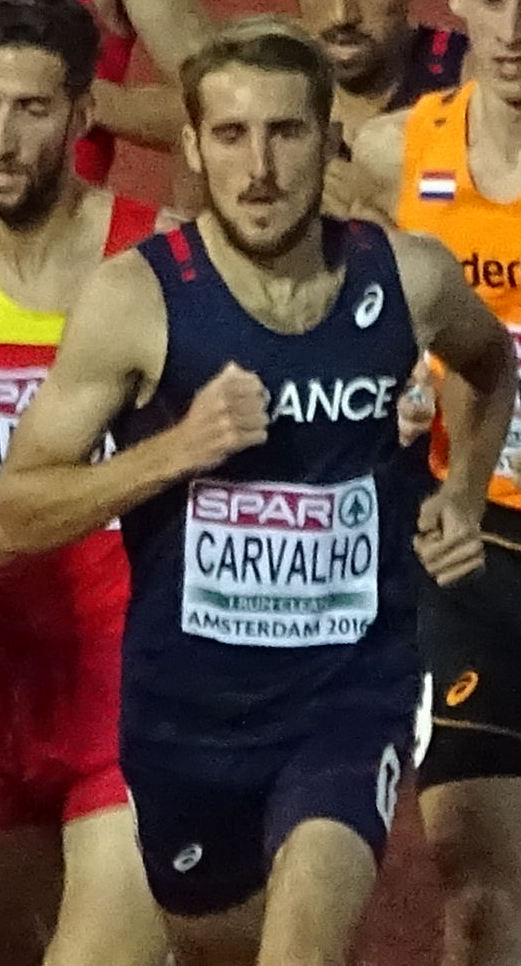
Florian Carvalho – ausgeschieden als Dreizehnter in 3:53,88 min

30. August 2011, 11:40 Uhr
| Platz | Name                | Nation     | Zeit (min) |
| ----- | ------------------- | ---------- | ---------- |
| 1     | Amine Laalou        | Marokko    | 3:39,86    |
| 2     | Deresse Mekonnen    | Äthiopien  | 3:40,08    |
| 3     | Silas Kiplagat      | Kenia      | 3:40,13    |
| 4     | Taoufik Makhloufi   | Algerien   | 3:40,15    |
| 5     | Yusuf Saad Kamel    | Bahrain    | 3:40,27    |
| 6     | Ciaran O'Lionaird   | Irland     | 3:40,41    |
| 7     | Juan Carlos Higuero | Spanien    | 3:40,71    |
| 8     | Leonel Manzano      | USA        | 3:40,77    |
| 9     | Geoffrey Martinson  | Kanada     | 3:40,98    |
| 10    | Andreas Vojta       | Österreich | 3:41,34    |
| 11    | Hamza Driouch       | Katar      | 3:42,09    |
| 12    | Nabil Al-Garbi      | Jemen      | 3:50,17    |
| 13    | Florian Carvalho    | Frankreich | 3:53,88    |

## Halbfinale
In den beiden Halbfinalläufen qualifizierten sich die jeweils ersten fünf Athleten – hellblau unterlegt – sowie die darüber hinaus zwei zeitschnellsten Läufer – hellgrün unterlegt – für das Finale.

### Halbfinallauf 1
1. September, 19:55 Uhr
| Platz | Name                 | Nation     | Zeit (min) |
| ----- | -------------------- | ---------- | ---------- |
| 1     | Matthew Centrowitz   | USA        | 3:46,66    |
| 2     | Mekonnen Gebremedhin | Äthiopien  | 3:46,71    |
| 3     | Silas Kiplagat       | Kenia      | 3:46,75    |
| 4     | Mehdi Baala          | Frankreich | 3:46,87    |
| 5     | Abdalaati Iguider    | Marokko    | 3:46,89    |
| 6     | Yusuf Saad Kamel     | Bahrain    | 3:47,18    |
| 7     | Amine Laalou         | Marokko    | 3:47,65    |
| 8     | Ryan Gregson         | Australien | 3:47,89    |
| 9     | Geoffrey Martinson   | Kanada     | 3:48,83    |
| 10    | Diego Ruiz           | Spanien    | 3:49,26    |
| 11    | Taoufik Makhloufi    | Algerien   | 3:50,86    |
| 12    | Zebene Alemayehu     | Äthiopien  | 3:51,19    |

Im ersten Halbfinale ausgeschiedene Läufer:

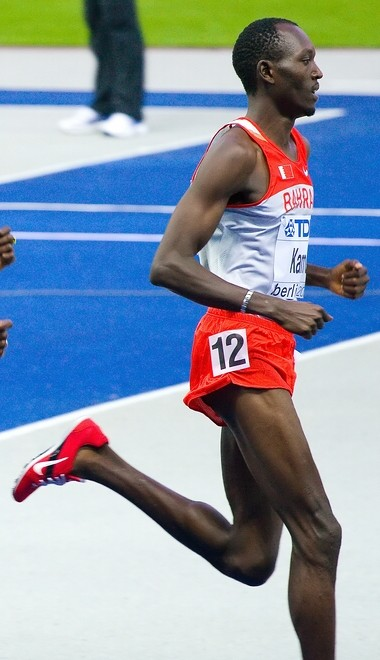
Yusuf Saad Kamel Rang sechs in 3:47,18 min
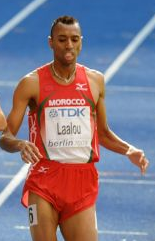
Amine Laalou Rang sieben in 3:47,65 min
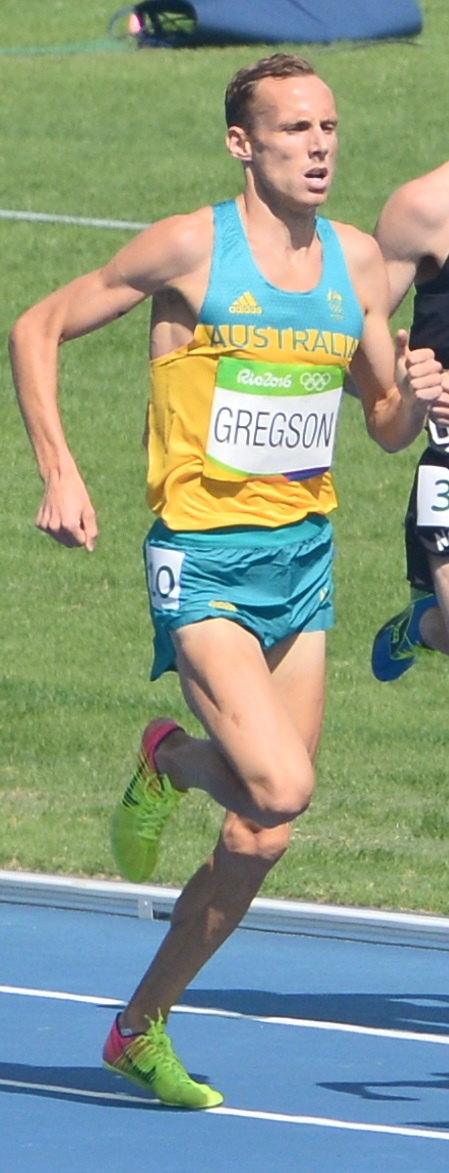
Ryan Gregson Rang acht in 3:47,89 min
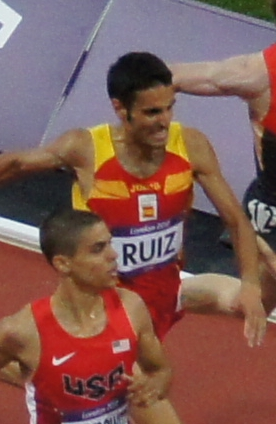
Diego Ruiz Rang zehn in 3:49,26 min
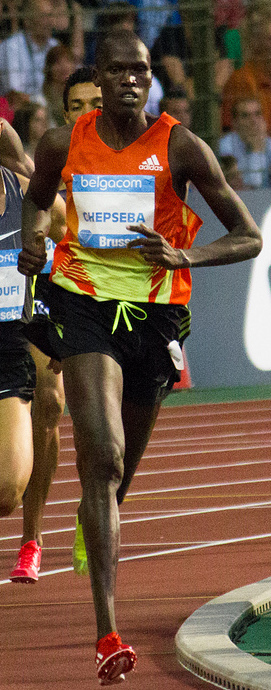
Taoufik Makhloufi Rang elf in 3:50,86 min

### Halbfinallauf 2
1. September, 20:05 Uhr
| Platz | Name                     | Nation     | Zeit (min) |
| ----- | ------------------------ | ---------- | ---------- |
| 1     | Asbel Kiprop             | Kenia      | 3:36,75    |
| 2     | Tarek Boukensa           | Algerien   | 3:36,84    |
| 3     | Mohamed Moustaoui        | Marokko    | 3:36,87    |
| 4     | Manuel Olmedo            | Spanien    | 3:36,91    |
| 5     | Eduar Villanueva         | Venezuela  | 3:36,96 NR |
| 6     | Ciaran O'Lionaird        | Irland     | 3:36,96    |
| 7     | Nick Willis              | Neuseeland | 3:37,39    |
| 8     | Yoann Kowal              | Frankreich | 3:37,44    |
| 9     | Daniel Kipchirchir Komen | Kenia      | 3:37,58    |
| 10    | Juan Carlos Higuero      | Spanien    | 3:37,92    |
| 11    | Deresse Mekonnen         | Äthiopien  | 3:44,65    |
| 12    | Chaminda Indika Wijekoon | Sri Lanka  | 3:44,81    |
| 13    | Leonel Manzano           | USA        | 3:47,98    |

Im zweiten Halbfinale ausgeschiedene Läufer:

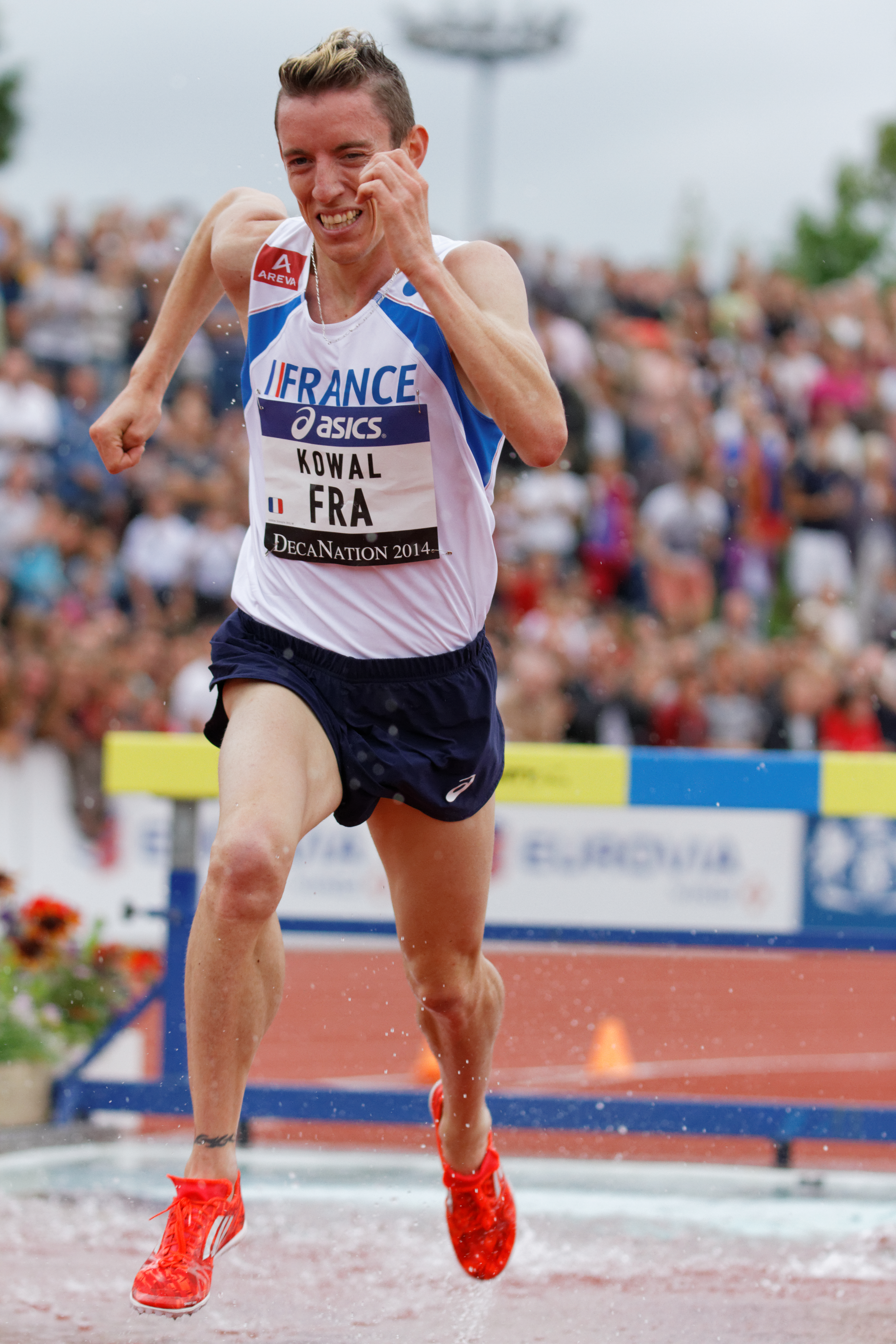
Yoann Kowal Rang acht in 3:37,44 min
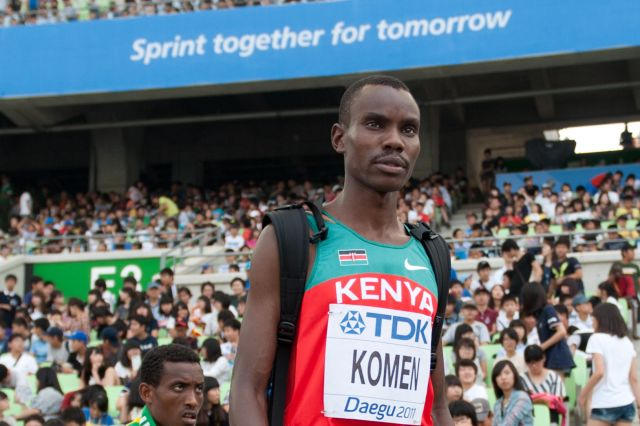
Daniel Kipchirchir Komen Rang neun in 3:37,58 min
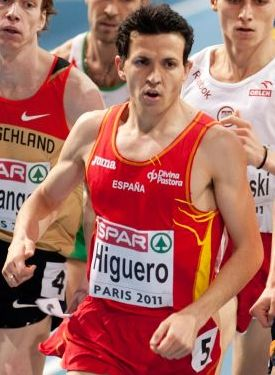
Juan Carlos Higuero Rang zehn in 3:37,92 min
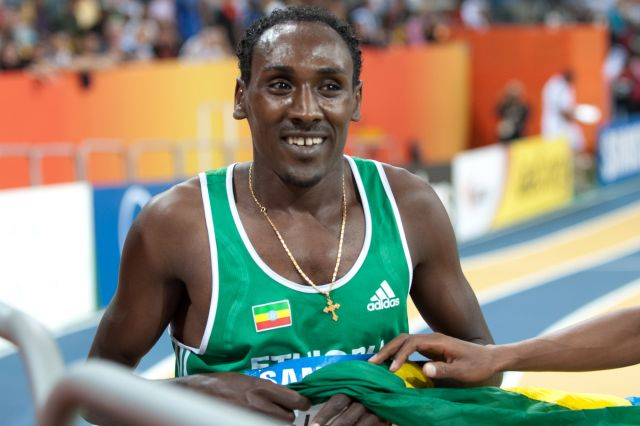
Deresse Mekonnen Rang elf in 3:44,65 min
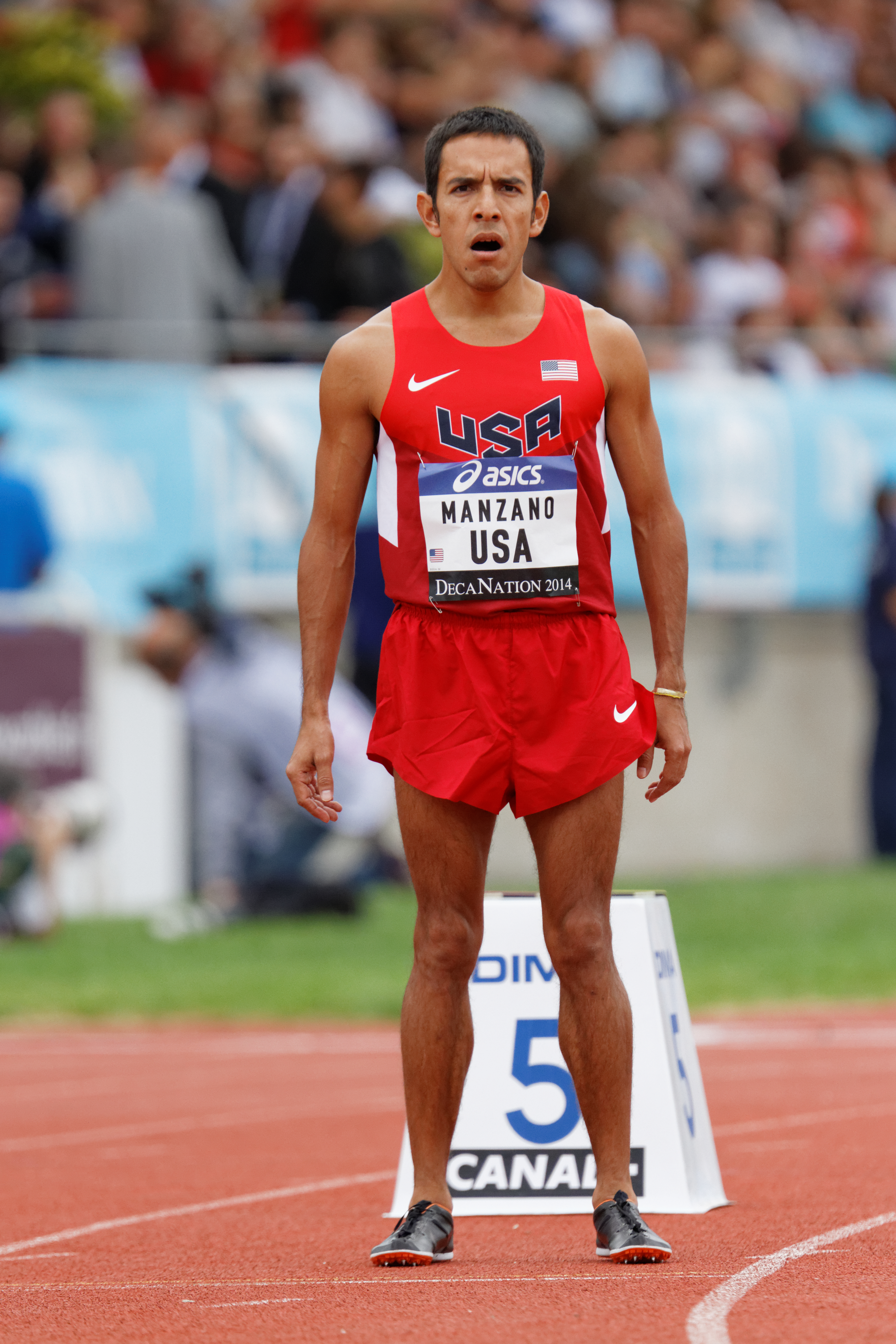
Leonel Manzano Rang dreizehn in 3:47,98 min

## Finale

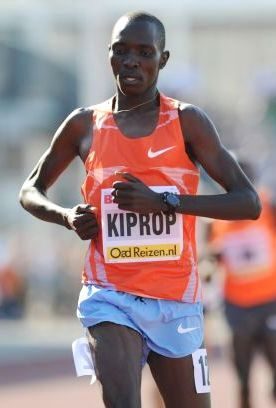
Asbel Kiprop – 2008 Olympiasieger, 2010 Afrikameister und nun Weltmeister

3. September, 20:15 Uhr
| Platz | Name                 | Nation     | Zeit (min) |
| ----- | -------------------- | ---------- | ---------- |
| 1     | Asbel Kiprop         | Kenia      | 3:35,69    |
| 2     | Silas Kiplagat       | Kenia      | 3:35,92    |
| 3     | Matthew Centrowitz   | USA        | 3:36,08    |
| 4     | Manuel Olmedo        | Spanien    | 3:36,33    |
| 5     | Abdalaati Iguider    | Marokko    | 3:36,56    |
| 6     | Mohamed Moustaoui    | Marokko    | 3:36,80    |
| 7     | Mekonnen Gebremedhin | Äthiopien  | 3:36,81    |
| 8     | Eduar Villanueva     | Venezuela  | 3:37,31    |
| 9     | Mehdi Baala          | Frankreich | 3:37,46    |
| 10    | Ciaran O'Lionaird    | Irland     | 3:37,81    |
| 11    | Tarek Boukensa       | Algerien   | 3:38,05    |
| 12    | Nick Willis          | Neuseeland | 3:38,69    |

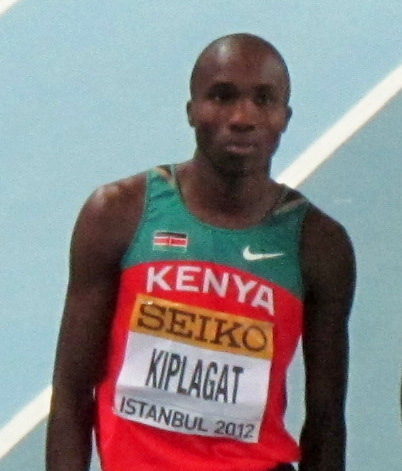
Vizeweltmeister Silas Kiplagat
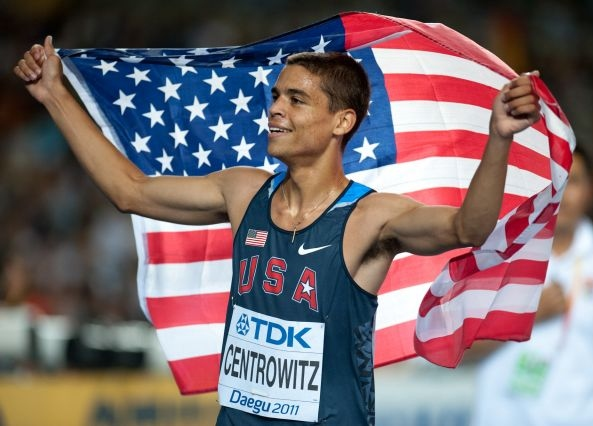
Bronzemedaillengewinner Matthew Centrowitz
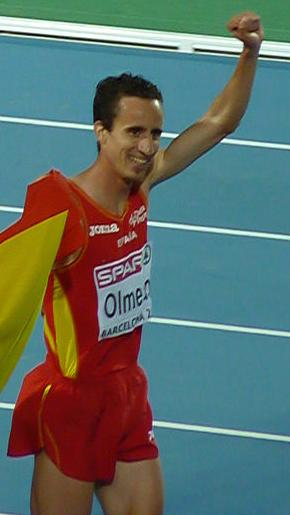
Manuel Olmedo belegte Rang vier

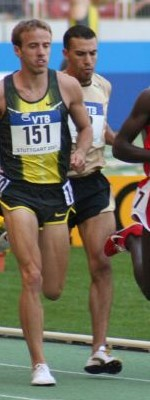
Mohamed Moustaoui (links) kam auf den sechsten Platz
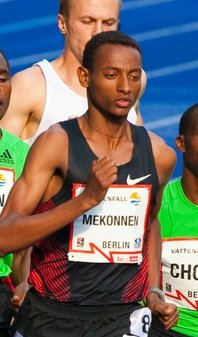
Mekonnen Gebremedhin erreichte Platz sieben
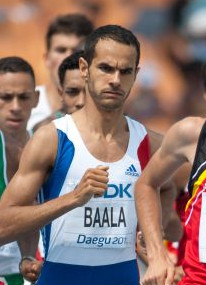
Mehdi Baala, 2008 Olympiadritter, 20039 Vizeweltmeister und zweifacher Europameister (2002/2006), wurde Neunter
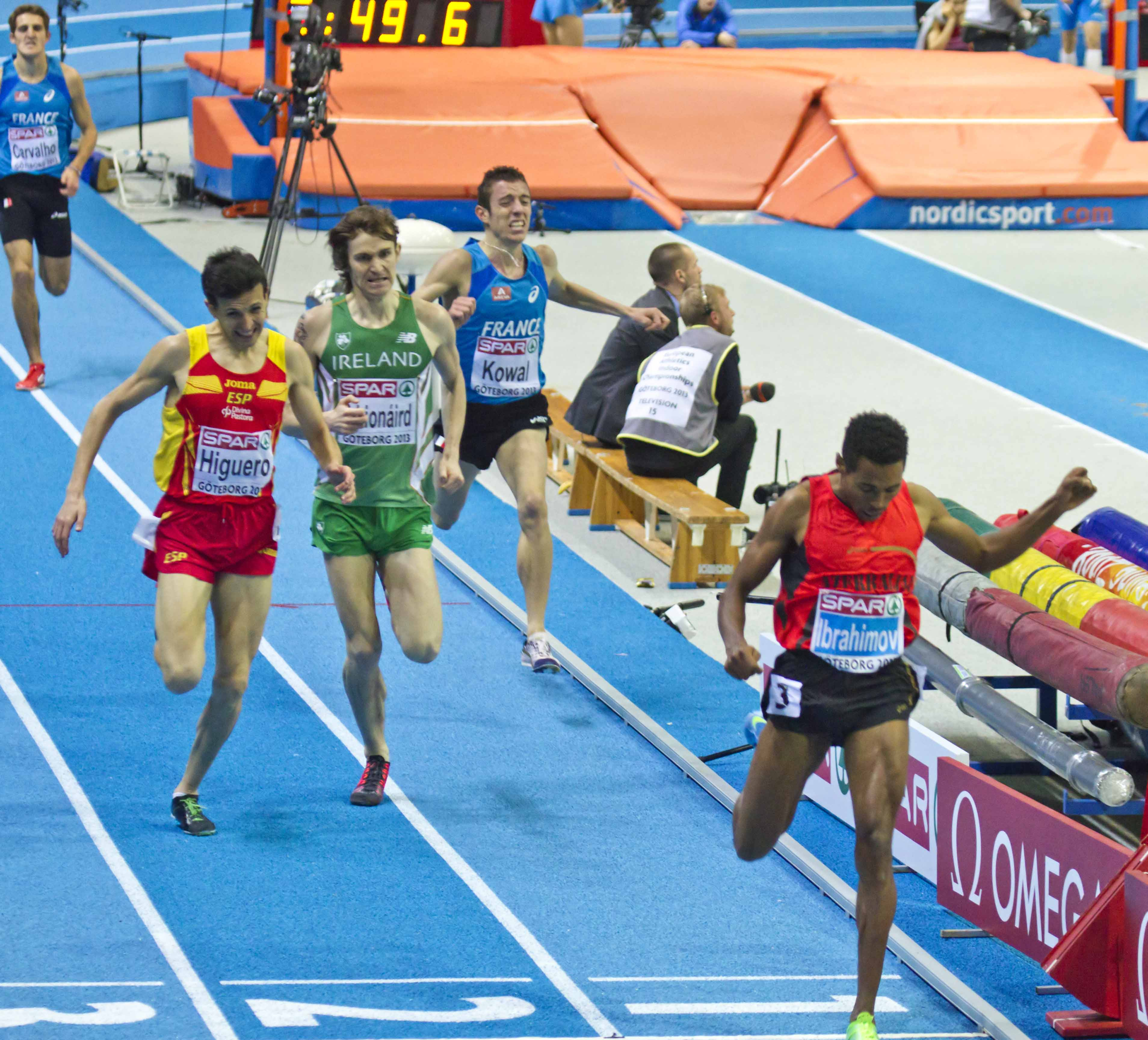
Ciaran O'Lionaird (grünes Trikot, hier in einem Hallenrennen 2013) – Platz zehn
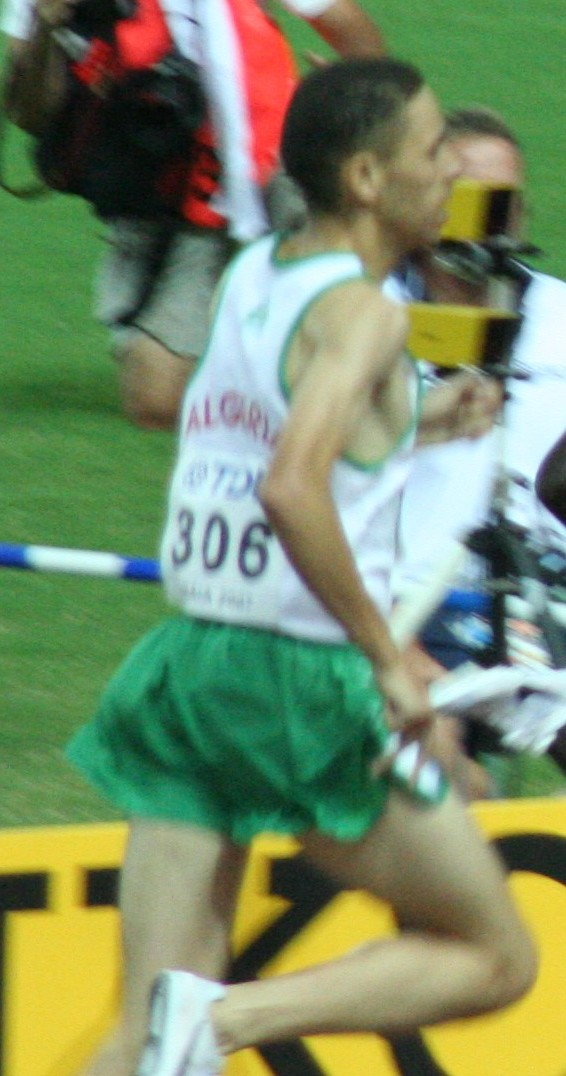
Rang elf für Tarek Boukensa
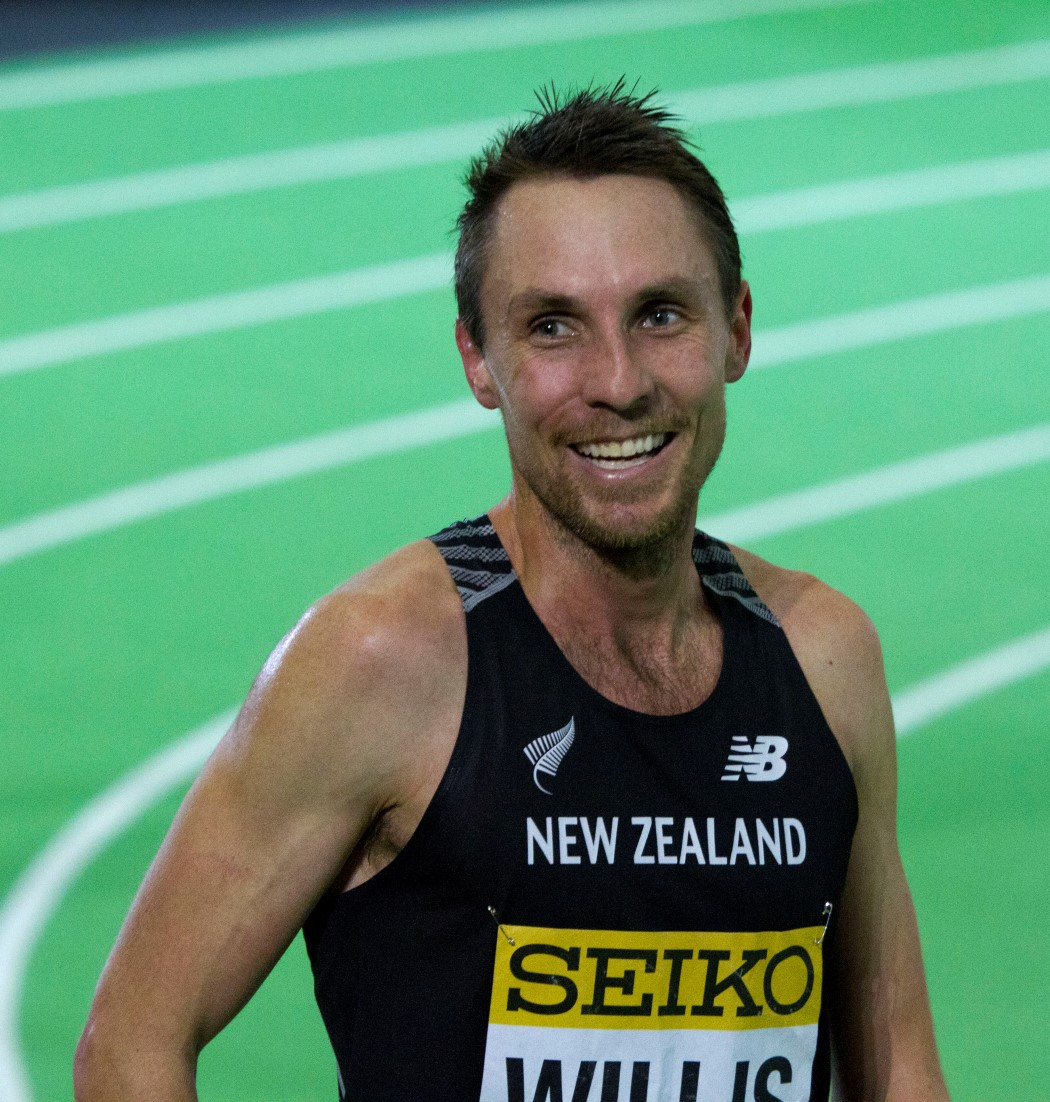
Der zwölftplatzierte Nick Willis

## Video
- Uncut - 1500m Men Final - Daegu 2011, youtube.com, abgerufen am 20. Dezember 2020